# もみの木 (曲)

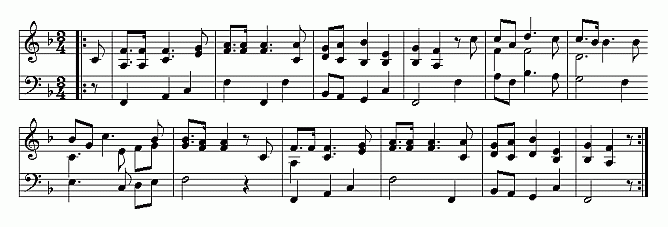
「O Tannenbaum」の譜面

『もみの木』（もみのき、独語：O Tannenbaum）は、ドイツを発祥として世界各国で歌われているクリスマス・キャロルの1曲。
英語圏では「O Christmas Tree」の表題で知られる。

## 概要
ドイツ北部に古来から伝わる民謡にポツダムの孤児院長アウグスト・ツァルナック（August Zarnack; 1777-1827）が1820年頃に作詞した恋の歌が基になっている。4詩節からなるこの歌では、第1節がモミの木を誠実のシンボルとして歌い、続く3つの詩節は、作中主体を捨てた少女の不実を嘆くものとなっている。この恋の歌をクリスマスソングに変えたのがライプツィッヒで活躍した教師エルンスト・アンシュッツ（Ernst Anschütz; 1780-1861）である。彼は1824年に第1節をそのまま保持しつつ、それに倫理的・宗教的な内容の詩節を続けて今日歌われる形にした。また、原曲の旋律は労働歌「赤旗の歌」やアメリカ合衆国・コーネル大学の校歌、メリーランド州及びアイオワ州の州歌としても使用されている。
日本語の訳詞は野口耽介の手になるものが古く、他にも複数の訳詞が存在する。

## 歌詞
著作権消滅。

### ドイツ語
O Tannenbaum, o Tannenbaum,
Wie treu sind deine Blätter!
Du grünst nicht nur zur Sommerzeit,
Nein auch im Winter wenn es schneit.
O Tannenbaum, o Tannenbaum,
Wie treu sind deine Blätter!
O Tannenbaum, o Tannenbaum,
Du kannst mir sehr gefallen!
Wie oft hat schon zur Winterszeit
Ein Baum von dir mich hoch erfreut!
O Tannenbaum, o Tannenbaum,
Du kannst mir sehr gefallen!
O Tannenbaum, o Tannenbaum,
Dein Kleid will mich was lehren:
Die Hoffnung und Beständigkeit
Gibt Mut und Kraft zu jeder Zeit!
O Tannenbaum, o Tannenbaum,
Dein Kleid will mich was lehren!
第1詩節第2・6行冒頭の<Wie treu>（「なんと誠実な」）が<Wie grün>（「なんと美しい緑色」）となっているヴァージョンもある。